# J.S. Bach-Stiftung
De J.S. Bach-Stiftung is een in 1999 opgerichte Zwitserse stichting, gevestigd in Sankt Gallen. De stichting streeft een integrale opname en documentatie na van het gehele vocale werk van Johann Sebastian Bach. Initiatoren van de J.S. Bach-Stiftung zijn de musicus Rudolf Lutz (muzikale leiding) en de bankier Konrad Hummler. De stichting wordt met private middelen gefinancierd.

## Doel
Formeel heeft de stichting als doel om "het cultuurleven in de regio Oost-Zwitserland te bevorderen en in het bijzonder aan de jeugd het belang van de muzikale nalatenschap van Bach bij te brengen". Dit wordt nagestreefd door het volledige vocale werk van Johann Sebastian Bach (1685–1750) integraal uit te voeren. Daarbij komen ook zelden uitgevoerde werken aan bod. Het gaat om meer dan 200 cantates, zes motetten, de Lutherse missen, de oratoria, de passiemuziek en de Hohe Messe.  Regelmatig worden concertfragmenten gepubliceerd.

## Activiteiten

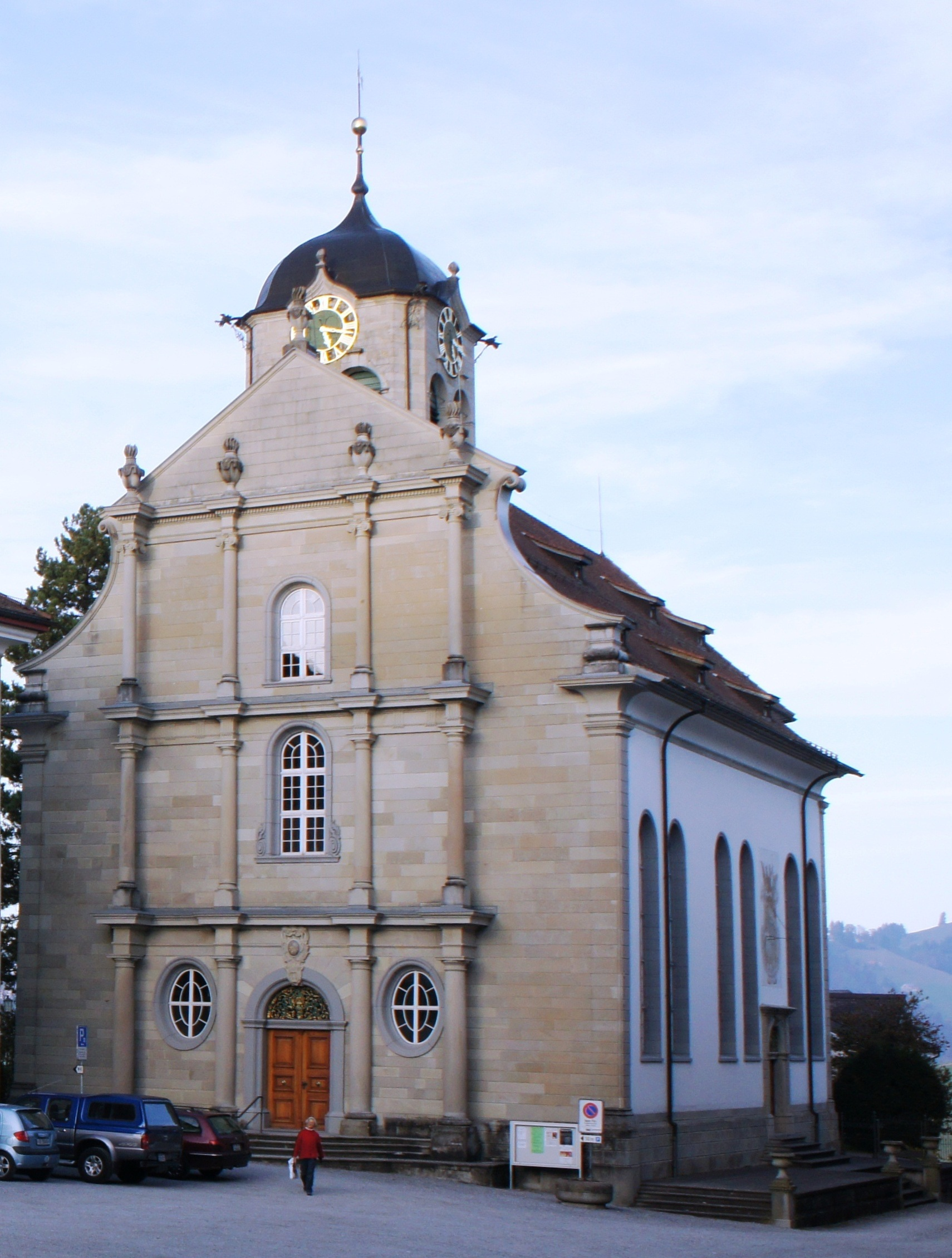
De Reformierte Kirche in Trogen, thuisbasis van de J.S. Bach-Stiftung

In oktober 2006 is de stichting met dit project begonnen. In totaal zijn 75 werken uitgevoerd. Eens per maand voeren het koor en orkest een werk uit. Het duurt dan circa 25 jaar voordat het doel bereikt is. Per avond wordt een cantate twee keer uitgevoerd. Voor elk concert vindt ter introductie een workshop plaats. Tussen beide uitvoeringen is er een reflectie over de cantatetekst.
De cantates worden vrijwel altijd uitgevoerd in de Reformierte Kirche van Trogen bij Appenzell. Af en toe treedt het gezelschap op tijdens Bachfestivals zoals het Bachfest in Leipzig of het internationale Bachfest in Schaffhausen.
Het koor en orkest van de J.S. Bach-Stiftung staan onder leiding van Rudolf Lutz. Concertmeester is violiste Renate Steinmann. Tot zijn plotselinge dood op 17 augustus 2012 was Norbert Zeilberger de vaste klavecinist en organist van het orkest.
De samenstelling is wisselend en wordt aangepast aan de specifieke bezetting die Bach in gedachten had bij elk werk. Het ensemble richt zich op de authentieke uitvoeringspraktijk, waarin met kopieën van originele instrumenten wordt gespeeld om de toenmalige speelstijl zoveel mogelijk te benaderen. Het koor bestaat uit overwegend jonge beroepsmuzikanten uit voornamelijk Zwitserland, Oostenrijk en Zuid-Duitsland. Men probeert jonge zangers en zangeressen de gelegenheid te geven om ook als solist op te treden. Tot januari 2011 trad het vocaal en instrumentaal ensemble op onder de naam Schola Seconda Pratica. Onder de regelmatig meewerkende vocale solisten bevinden zich Julia Doyle, Maria Cristina Kiehr en Nuria Rial. Soms werken bekende gastsolisten mee, onder wie countertenor Andreas Scholl.

## Publicaties
Uit de verzameling reflecties ontstaat te zijner tijd een "Bach-cantate bloemlezig van de eenentwintigste eeuw" in boekvorm. Tot die tijd worden de reflecties bij de cantate-teksten apart gepubliceerd.
Sinds november 2011 worden jaarlijks vier CDs met elk drie cantates gepubliceerd. Tot nu toe zijn er negen CDs in deze reeks verschenen. De live-concerten inclusief de inleidende workshop verschijnen tevens op DVD. Anno mei 2014 zijn 74 cantates op DVD verschenen.